# Lộc An (Bà Rịa-Vũng Tàu)
Lộc An is een xã en badplaats in het district Đất Đỏ, een van de districten in de Vietnamese provincie Bà Rịa-Vũng Tàu. Lộc An ligt aan de Zuid-Chinese Zee.